# Dany Silva
Dany Silva (nom de naixement Daniel Rocha Silva; nascut a Praia, Cap Verd el 1947) és un cantant, músic i compositor capverdià. Els seus estils musicals inclouen el funaná, el kizomba, el zouk, el cabozouk, el dance, el cabo love i el rhythm and blues.

## Biografia
Dany Silva va néixer a l'aleshores capital colonial de Praia. Va començar a tocar el violí a l'illa de Boa Vista, a Cap Verd. Després d'emigrar a Portugal el 1961, va estudiar a l'Escola de Regentes Agrícolas de Santarém i posteriorment va cursar els estudis d'Enginyeria Tècnica Agrícola.
Fou un dels cantants que va fundar el grup Os Charruos. Set anys després, formava part del grup Quinteto Académico+2 al costat de Mike Sergeant. Posteriorment va participar amb els Four Kings. L'any 1979, va enregistrar el senzill «Feel Good» amb Bana, com a part del programa Rock Em Stock.
Va formar el grup Bandassanhá, amb qui va editar el primer disc «Branco, Tinto e Jeropiga», i posteriorment «Já Estou Farto». Va enregistrar un maxi-single «(Com elas) Crioula de S. Bento» que incloïa els temes «(Aqui É) Terra de Fé» e «Pois É… (A Vida)». Va editar Lua Vagabunda l'any 1986, amb la col·laboració de Rui Veloso i Zé Carrapa, i que contenia els senzills «Banhada» i «Nha Mudjé».
A final de la dècada dels anys 1980, va inaugurar un espai anomenat Clave de To, freqüentat per diversos artistes com Rui Veloso. Fins aleshores, només havia gravat temes amb la discogràfica portuguesa Valentim de Carvalho. L'any 1991 va gravar el disc «Sodadi Funaná» en crioll capverdià. També amb de Carvalho, l'any 1994, va enregistrar una antologia anomenada «As Melhores de Dany Silva», que contenia setze cançons, tres d'elles inèdites. El 1996 va gravar una compilació anomenada Pensa Nisto!... Todos Diferentes Todos Iguais i va gravar «Sodade» amb Rui Veloso. Paral·lelament, va participar en l'espectacle «Caminho Longe» del projecte Sons da Lusofonia. Va col·laborar en la gravació de la banda sonora de la telenovel·la Filha do Mar amb Mafalda Veiga i Dina. Així mateix, va enregistrar una versió de «Foi por ela», original de Fausto.
L'any 2004, va enregistrar una recopilació amb Amália Rodrigues, A Tribute To Amália, amb un senzill «Morrinha». Posteriorment va enregistrar diversos àlbums criolls, en col·laboració amb músics portuguesos, on cal destacar els duets amb Sérgio Godinho i Carlos do Carmo. Silva va gravar amb Nancy Vieira un àlbum commemoratiu dels seus quaranta anys de carrera. Va participar en el projecte «Triângulo do Atlântico» amb Pepe Ordás i Vitorino Salomé, amb els quals va publicar «Amor em Adjectivo» l'any 2012.

## Discografia

### Àlbums
- Feel Good/Everything Is Over (Single, Monte Cara, 1979)
- Branco, Tinto e Jeropiga/... Até Que Fura (Single, VC, 1981) - Dany Silva & Bandássanhá
- Já Estou Farto/Não Há-de Ser Nada (Single, VC, jan/1982) - Dany Silva & Bandássanhá
- Crioula de S. Bento (Máxi, Vc, 1982) - Dany Silva & Bandássanhá
- Lua Vagabunda (LP, EMI, 1986)
- Sodadi Funaná (LP, EMI, 1991)
- Crioulas de S. Bento (Compilação, EMI, 1994)
- Tradiçon (CD, Polygram, 1999)
- Caminho Longi (Badiu: Kaminhu Longi) (CD, SaturdayNight/Fantasy Day, 2010)
- Amor em Adjectivo (CD, 2012)

### Recopilatoris
- Pensa Nisto!... Todos Diferentes Todos Iguais (1996) - «Sodade"
- Três Estórias à Lareira (1997) - «Tema das descobertas"
- Jardim da Bicharada (2006) - «Zebra Zulmira"
- A Tribute To Amália (2004) - «Morrinha"

### Senzills
- "Fidju majudadu» - a Lua Vagabunda (1986) - original de Jorge Monteiro